# František Jarolímek
František Jarolímek (* 10. října 1944) je bývalý český fotbalový záložník.

## Hráčská kariéra
V československé lize hrál za ČKD Praha (dobový název Bohemians) v deseti utkáních, vstřelil jednu prvoligovou branku. Debutoval v sobotu 7. března 1964 v Praze na Letné v derby s domácím Spartakem Praha Sokolovo (dobový název Sparty), které hostitelé vyhráli 1:0. Naposled se v I. lize objevil v neděli 29. listopadu téhož roku v Bratislavě na Pasienkoch, kde domácí Slovnaft Bratislava (dobový název Interu) zvítězil nad ČKD Praha 2:1. Během základní vojenské služby nastupoval za Duklu Slaný.

### Prvoligová bilance
| Ročník             | Zápasy | Góly | Minuty | Klub         |
| ------------------ | ------ | ---- | ------ | ------------ |
| I. liga 1963/64    | 3      | 0    | 216    | TJ ČKD Praha |
| I. liga 1964/65    | 7      | 1    | 479    | TJ ČKD Praha |
| CELKEM I. ČS. LIGA | 10     | 1    | 695    |              |